# Домаћин и гост
Домаћин и гост је епска поема грузијског песника, писца и филозофа Важа Пшавела.  Поема је први пут објављена 1893. у Тбилисију, и сматра се да је "ремек дело грузијске књижевности". Обавезно је читање у грузијским школама. Филм базиран на поеми снимљен је 1967. а режирао га је Тенгиз Абуладзе. 